# Pentagramma pallida
Pentagramma pallida är en kantbräkenväxtart som först beskrevs av Charles Alfred Weatherby, och fick sitt nu gällande namn av Yatskievych, Windham och Wollenweber. Pentagramma pallida ingår i släktet Pentagramma och familjen Pteridaceae. Inga underarter finns listade.